# Jonas Renkse
Jonas Renkse (né le 19 mai 1975 à Stockholm, en Suède) est le membre fondateur mais également l'actuel chanteur du groupe Katatonia. En outre, il a joué de la batterie depuis la formation du groupe en 1991 jusqu'à l'album Discouraged Ones sorti en 1998. Plus tôt dans sa carrière au sein du groupe, il eut pour habitude de se faire appeler « Lord Seth » et « Lord J. Renkse » ; il rejeta l'usage de ces pseudonymes lorsque la musique de Katatonia s'assagit pour devenir plus mélancolique et plus mélodique.
Commençant sa carrière dans le chant avec Katatonia. Il possédait alors une voix rauque qu'il employait tant bien que mal sur des musiques oppressantes. En février 1994, il enregistra une chanson qui augurait d'un fort potentiel dans le chant clair. Scarlet Heavens était né. Il sortira sur l'EP Saw You Drown bien plus tard. Une prétendue perte de sa voix rauque fut l'une des explications propagées sur le Net pour expliquer son remplacement par Mikael Åkerfeldt sur Brave Murder Day et Sounds of Decay. Après l'intermède Åkerfeldt, Jonas Renkse reprit sa place avec ce chant clair qui fait sa force.
Renkse fut également membre du groupe October Tide, projet parallèle fortement similaire à Katatonia, mais l'expérience dura seulement quatre ans. Néanmoins, il sortit deux albums avec cette formation, Rain Without End en 1997 sur lequel il chante, joue de la guitare et de la batterie accompagné du seul Fred Norrmann, lui aussi membre de Katatonia. Sorti en 1999, Grey Dawn voit Jonas abandonner le chant à Mårten Hansen (A Canorous Quintet).
Il exerce également ses talents de bassiste dans le groupe Bloodbath avec ses comparses Mikael Åkerfeldt (chant) et Anders Nyström (guitare). Le groupe a cependant connu récemment de nombreuses mésaventures et on déplore plusieurs défections. Formation de death metal possédant en la personne de Mike Åkerfeldt (Opeth) un fort potentiel, elle n'a hélas pas su s'inscrire dans la durée à cause des préoccupations de chacun, en particulier la volonté de Mike Åkerfeldt de se consacrer à Opeth. Peter Tägtgren (Hypocrisy) l'a un temps remplacé, mais il a abandonné ses partenaires. Le chanteur actuel est Nick Holmes de Paradise Lost.
Les paroles de Jonas Renkse portent souvent sur des sujets sombres relatifs à l'isolement et à une incompatibilité totale avec la société et les conventions humaines. Ses paroles sont plutôt recherchées et sont à l'image du nom du groupe (« Katatonia ») en référence plus ou moins explicite à des états psychopathologiques qui conduisent à un retrait de la vie sociale.